# Aussonne
Aussonne är en kommun i departementet Haute-Garonne i regionen Occitanien i södra Frankrike. Kommunen ligger i kantonen Grenade som tillhör arrondissementet Toulouse. År 2022 hade Aussonne 7 731 invånare.

## Befolkningsutveckling
Antalet invånare i kommunen Aussonne
Referens:INSEE

## Monumenten

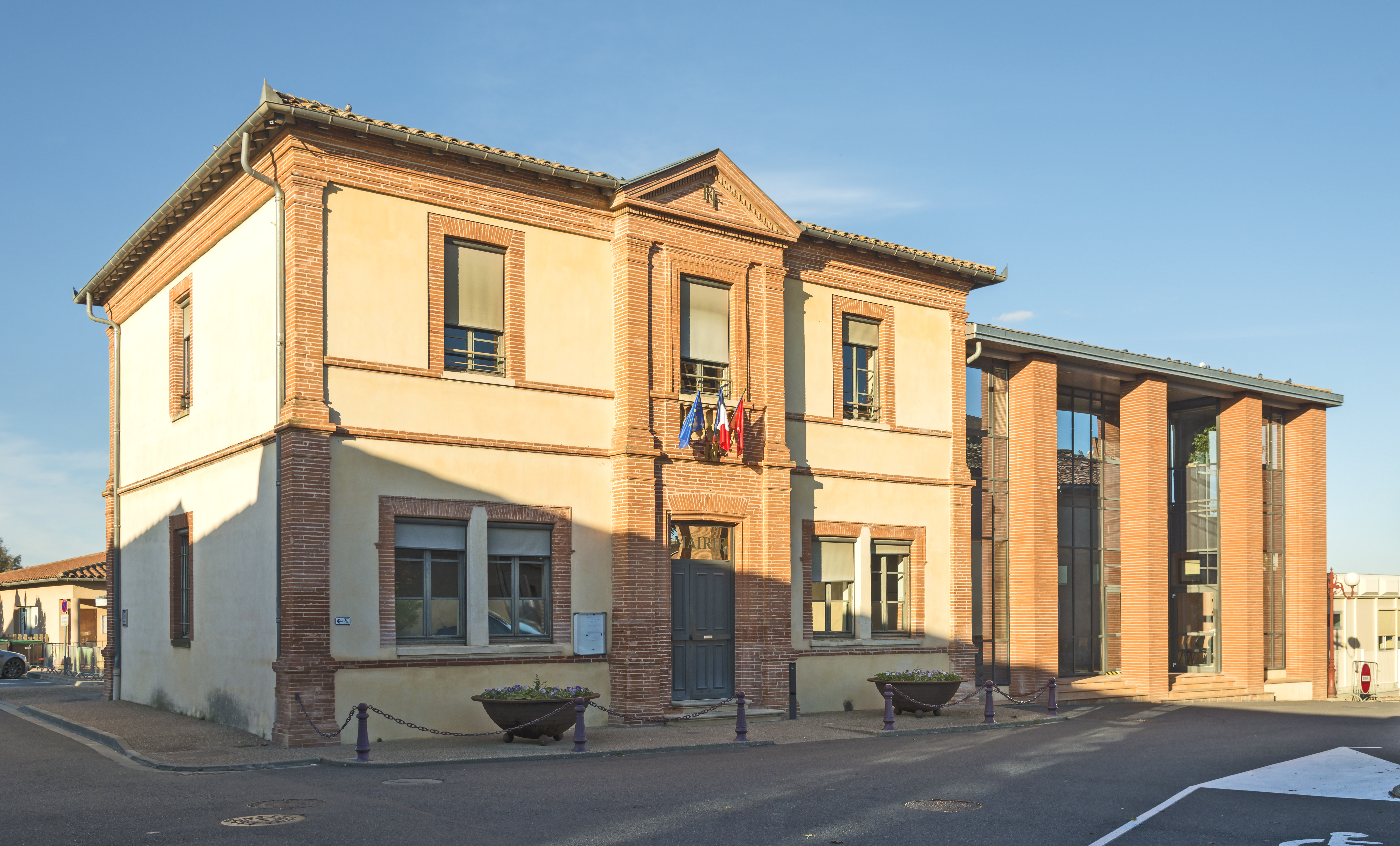
Stadshuset
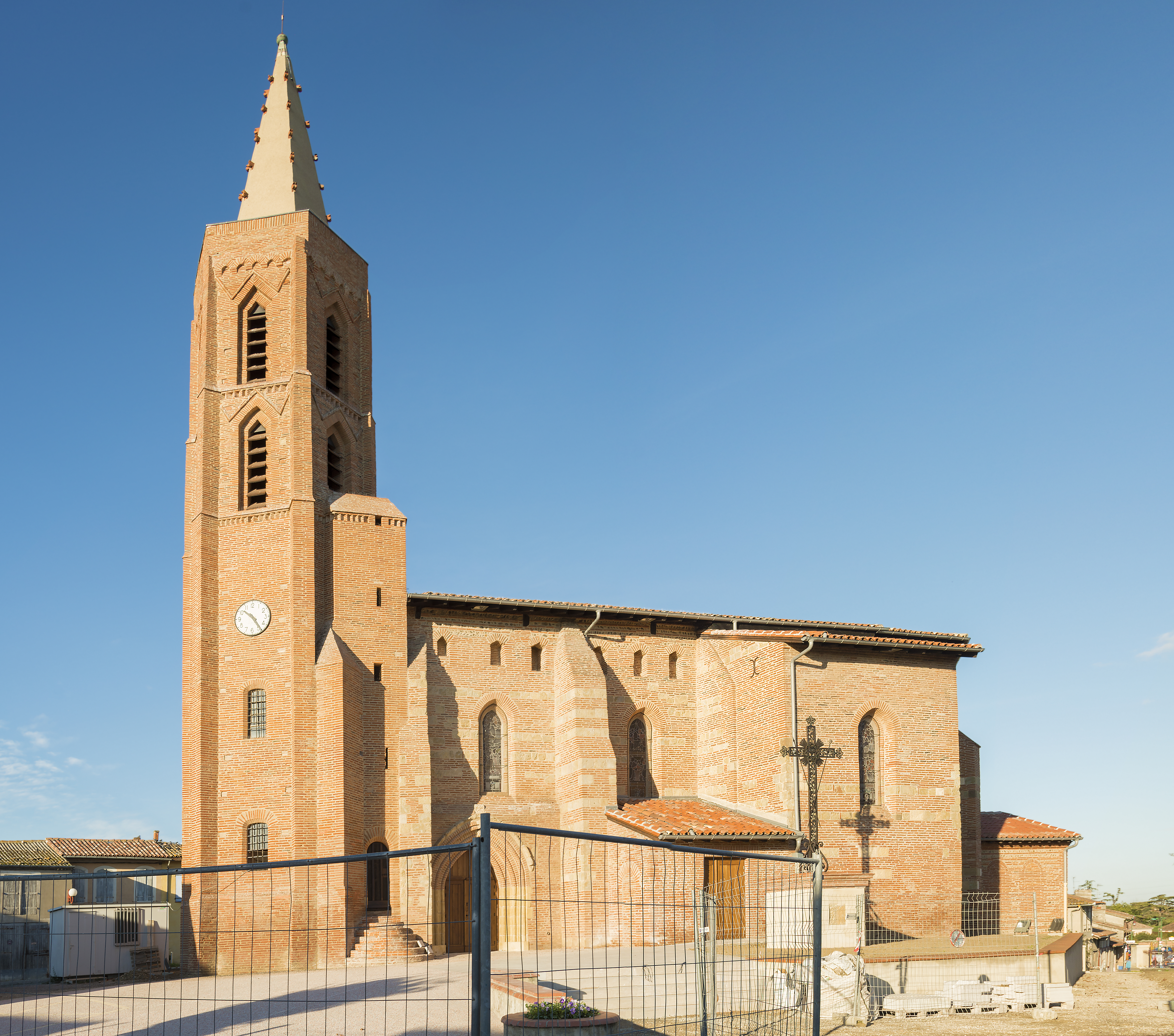
kyrka
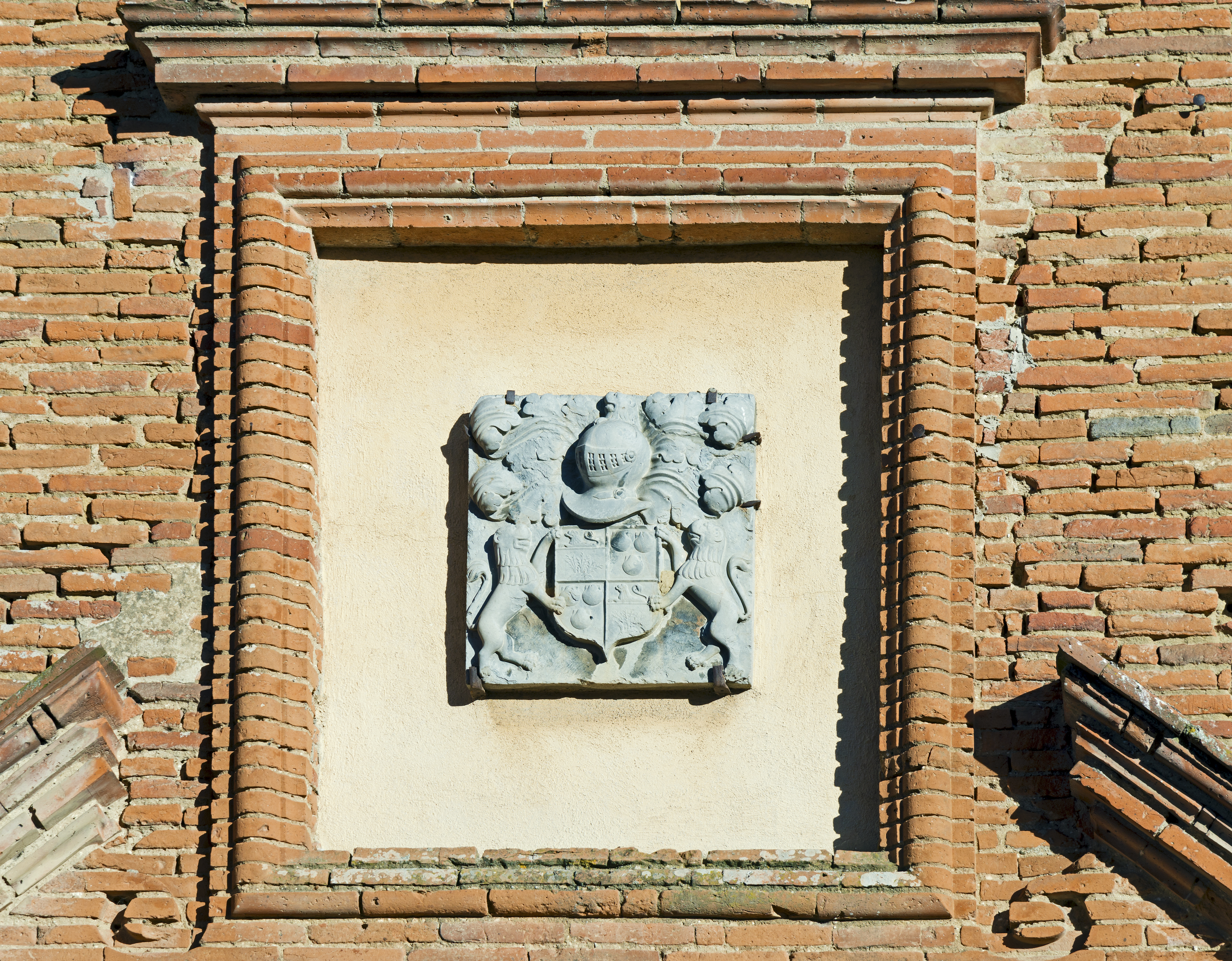
Armar